# Nokia 8800
Nokia 8800 là chiếc điện thoại di động thuộc phân khúc điện thoại cao cấp được chế tạo bởi hãng Nokia, máy hoạt động dựa trên nền tảng Nokia Series 40. 8800 được thiết kế dạng trượt với lớp vỏ ngoài bằng kim loại, trọng lượng của máy là 134 gram.  Chiếc điện thoại này được ra mắt lần đầu tiên vào tháng 4 năm 2005, chính thức  tiêu thụ tại Anh quốc vào tháng 10 năm 2005.
Nokia 8801 là mẫu điện thoại được giới thiệu tại thị trường Bắc Mỹ, nó sử dụng băng tầng 850/1800/1900 MHz, khác với Nokia 8800 là 900/1800/1900 MHz.. Nokia 8800  có các tính năng tương tự các loại điện thoại thược dòng trung cấp như Nokia N70, N72. Tuy nhiên, sự đặc biệt của nó nằm ở lớp vỏ ngoài được bao bọc bởi những chất liệu quý như: Kim cương, Vàng, Sapphire, Bạch kim.

## Tổng quan
- Kích thước: 109x45,6x14 mm
- Băng tần: GSM 900/1800/1900 và UMTS
- Bộ nhớ: 1GB
- Nghe nhạc: Windows Media Audio (WMA), MP3
- Xem phim MP4
- Máy ảnh 3.2 MP, 2048x1536 pixels, tự động lấy nét
- Máy có thể kết nối 3G, EDGE, HSDPA, Bluetooth,...
- Màn hình rộng 2 inch QVGA với khả năng hiển thị lên tới 16 triệu màu.
- Nút điều khiển của máy được đính bằng 1 viên ruby
- Pin: Li-Ion (BL-4U) 1000mAh